# Qaraghandy Qalasy
Qaraghandy Qalasy är ett distrikt i Kazakstan.   Det ligger i oblystet Qaraghandy, i den centrala delen av landet, 190 km sydost om huvudstaden Astana.
Följande samhällen finns i Qaraghandy Qalasy:
- Karaganda